# 德利拉德夫角

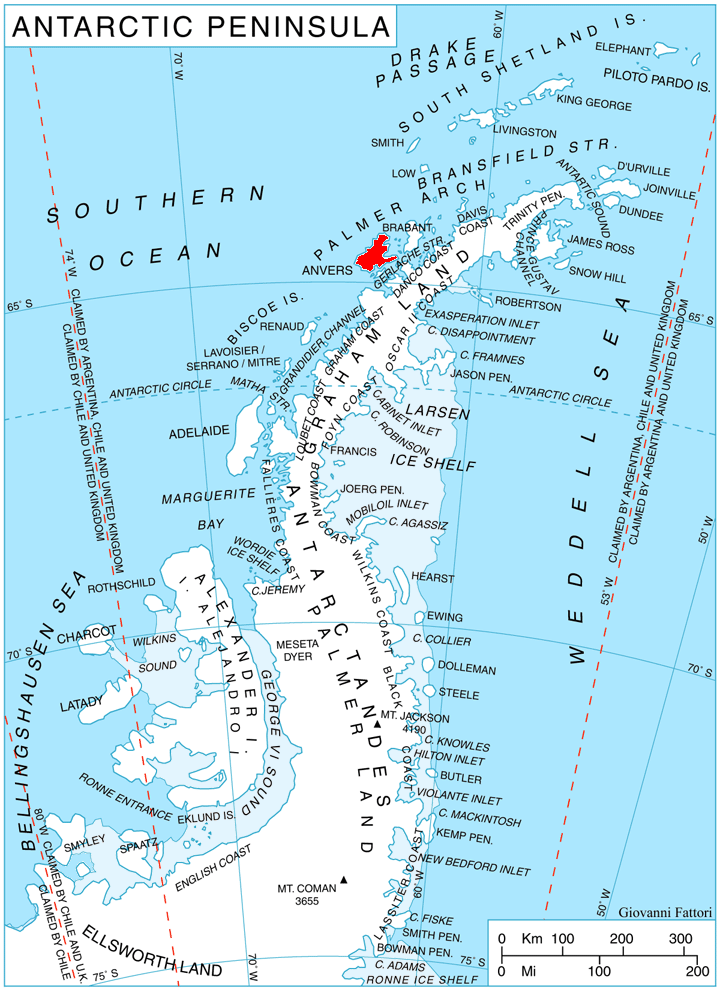

德利拉德夫角（英語：Deliradev Point）是南極洲的海岬，位於帕默群島的布拉班特島東北岸，是加拉塔灣入口處南部和拉佩雷爾灣入口處北部，處於貝爾角東南面5.85公里、弗羅洛什角以南1.93公里和錫塔群島西南面7.13公里，現時由南極條約體系管理。